# Epidendrum alsum
Epidendrum alsum är en orkidéart som beskrevs av Henry Nicholas Ridley. Epidendrum alsum ingår i släktet Epidendrum och familjen orkidéer. Inga underarter finns listade i Catalogue of Life.

## Bildgalleri

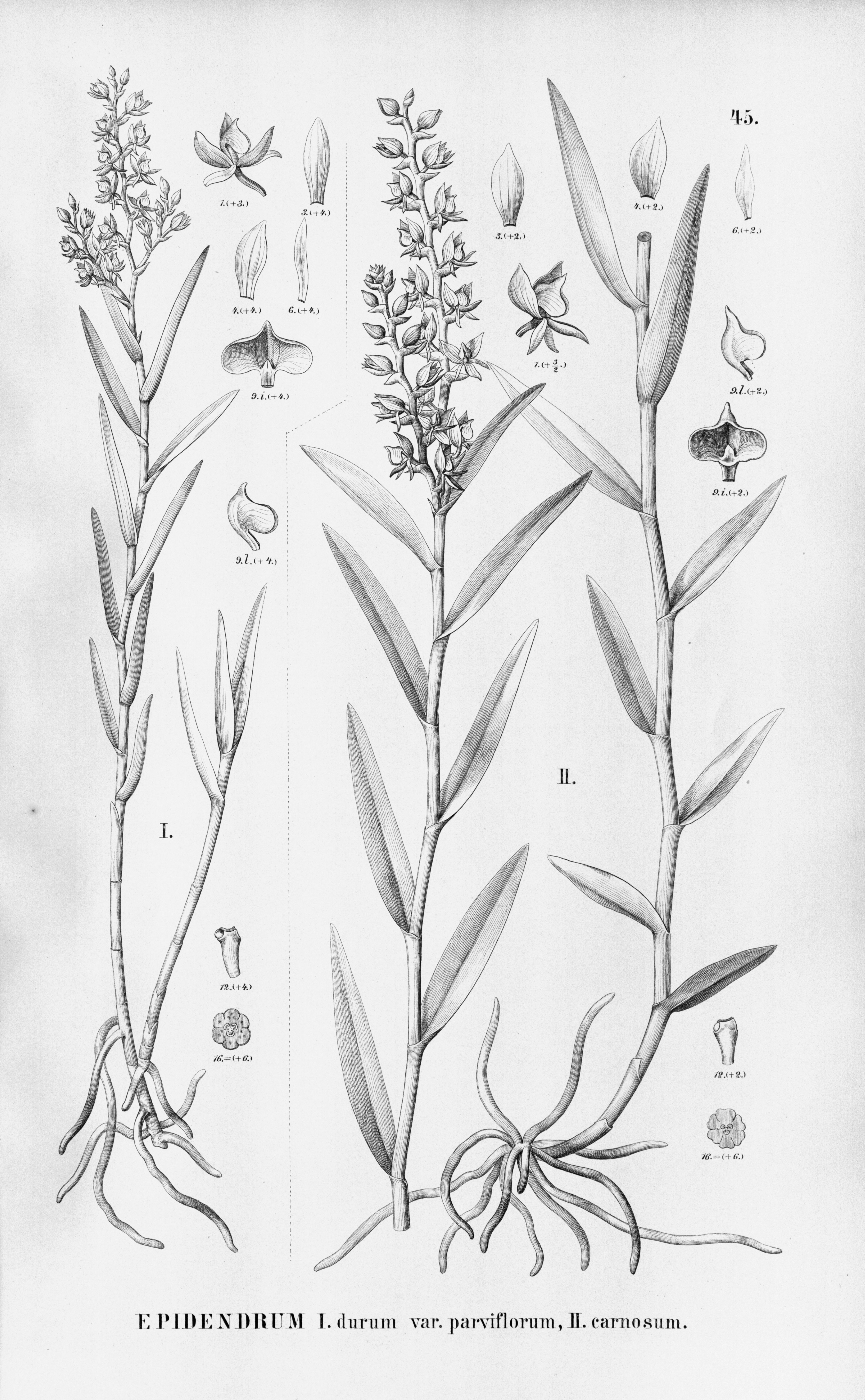
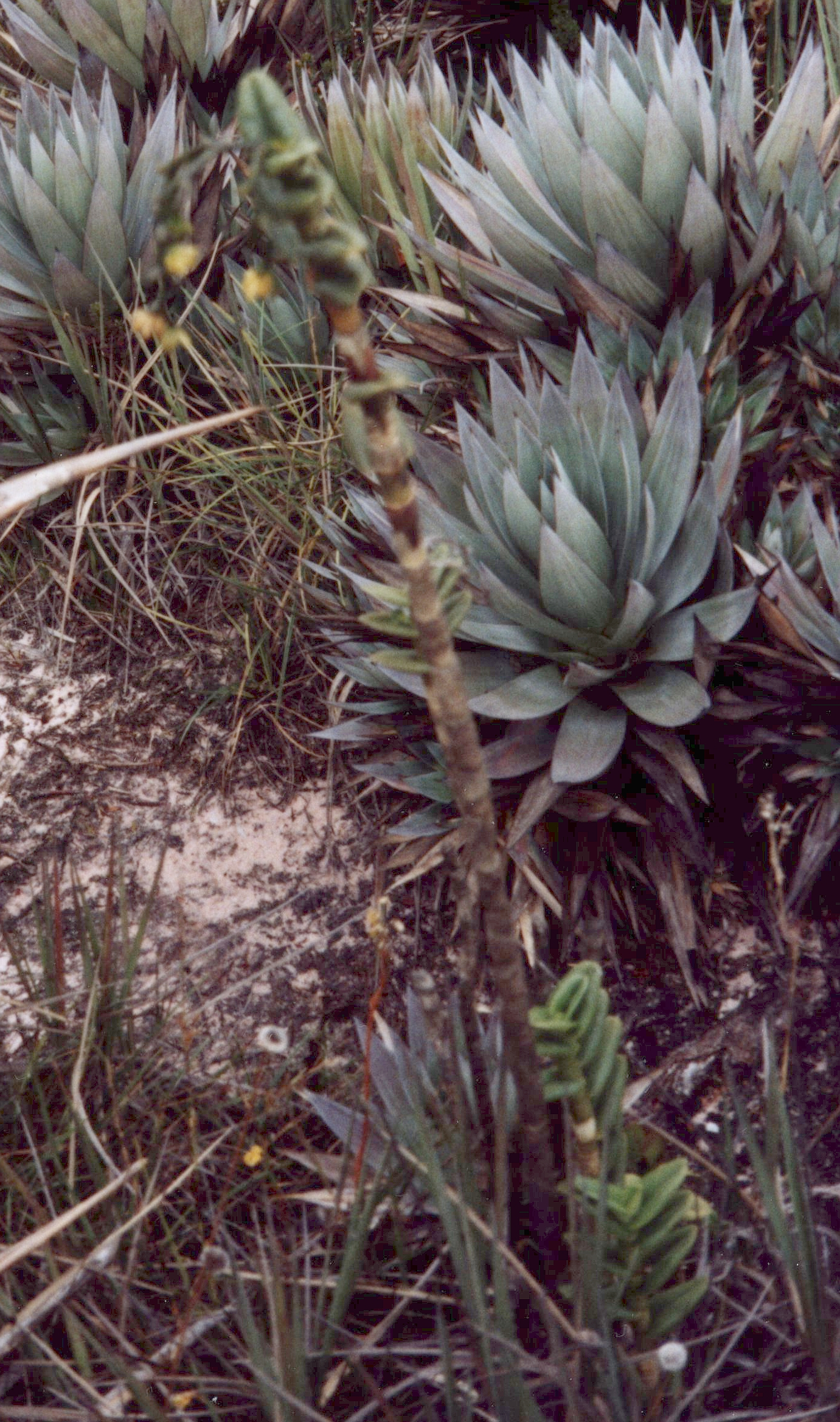
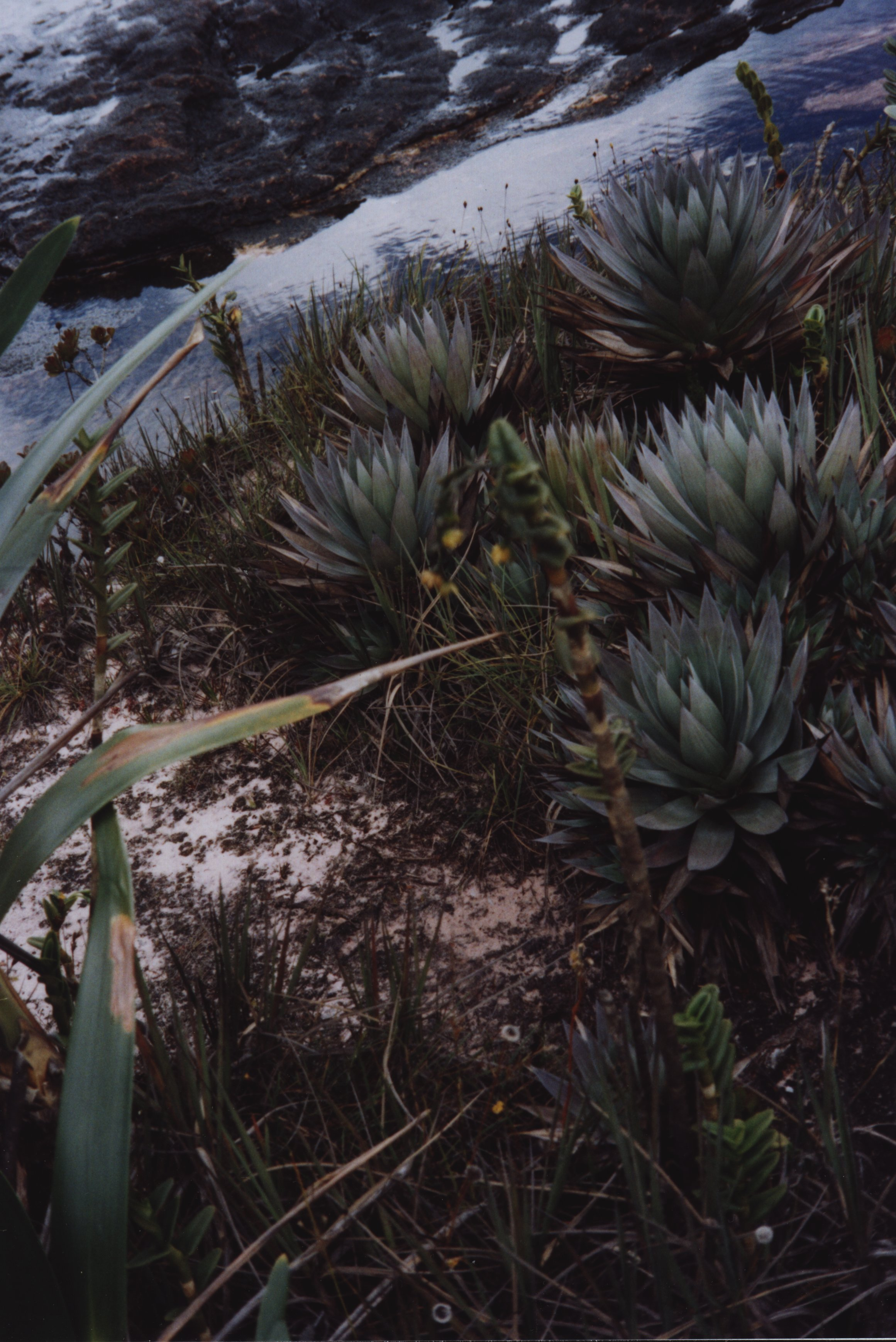